# Dan Issel
Daniel "Dan" Paul Issel (Batavia, 25 de outubro de 1948) é um ex-jogador e treinador norte-americano de basquete profissional.
Um artilheiro prolífico, Issel continua sendo o maior artilheiro de todos os tempos na Universidade de Kentucky, o segundo maior artilheiro de todos os tempos do Denver Nuggets e o segundo maior artilheiro de todos os tempos da American Basketball Association (ABA). Após a aposentadoria de Issel da NBA em 1985, Wilt Chamberlain, Kareem Abdul-Jabbar e Julius Erving foram os únicos jogadores profissionais de basquete a marcar mais pontos na carreira. Issel foi introduzido no Basketball Hall of Fame em 1993.

## Primeiros anos
Filho de Robert e Elanor Issel, Dan nasceu em Batavia, Illinois e cresceu com a sua irmã Kathi e o seu irmão Greg. Issel frequentou a Batavia High School e os levou a títulos regionais nos seus últimos dois anos. Em sua última temporada, Issel teve média de 25,8 pontos.
Em Batavia, o quintal de Issel era adjacente ao quintal de seu amigo Ken Anderson que foi quarterback da NFL e o MVP de 1981. Outro companheiro de equipe do Batavia High School foi o futuro locutor esportivo Craig Sager, que era um calouro em Batavia quando Issel estava em seu último ano. Disse Issel sobre seus companheiros de equipe: “O que o Batavia incutiu em nós três – eu, Kenny e Craig – foi uma ética de trabalho sólida”.
De acordo com a Sports Illustrated, Don VanDersnick mostrou a Issel como enterrar treinando-o com uma bola de vôlei e fez ele pular e agarrar o aro 50 vezes por dia no treino. Issel se considerou afortunado por ter VanDersnick como seu treinador, dizendo: "Se ele nos dissesse que se pulássemos de uma torre de água, nos tornaria melhores jogadores de basquete, haveria uma fila esperando para fazer isso."

## Carreira universitária

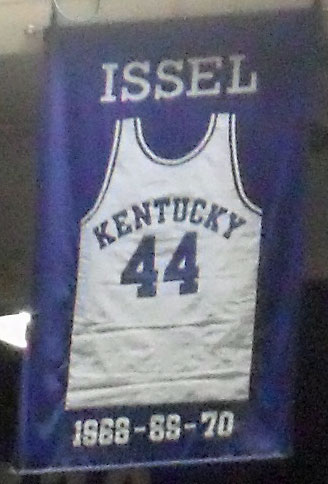
Uma camisa em homenagem a Issel pendurada na Rupp Arena

Issel foi recrutado pela Northwestern, Illinois e Wisconsin, mas escolheu Kentucky para jogar sob o comando do lendário treinador Adolph Rupp.
Em seu último ano em Kentucky, Issel teve média de 33,9 pontos (36,0 pontos no Torneio da NCAA) e 13,0 rebotes para ajudar Kentucky a alcançar o Elite Eight.
Issel jogou em Kentucky em três temporadas e registrou 2.138 pontos (uma média de 25,7) e 1.078 rebotes. Seu total de pontos na carreira continua sendo o mais alto entre os jogadores masculinos de Kentucky.
De acordo com a revista Sports Illustrated, em um jogo no início da carreira de Issel, os companheiros de equipe estavam deixando de lhe dar a bola. O treinador Rupp pediu um tempo e disse: "Esse cara vai ser o maior artilheiro de todos os tempos de Kentucky quando terminar aqui. Achei que vocês gostariam de conhecê-lo".
Em 7 de fevereiro de 1970, Issel marcou 53 pontos na vitória por 120-85 sobre Ole Miss, quebrando o recorde de 51 pontos de Cliff Hagan. A marca de Issel durou quase quatro décadas, até que Jodie Meeks marcou 54 pontos contra Tennessee em 13 de janeiro em 2009. Issel também marcou 51 contra Louisiana State em 21 de fevereiro de 1970, atualmente a terceira maior marca na história da universidade.
Titular em três anos em Kentucky, Issel liderou sua equipe a três títulos da Conferência Sudeste e estabeleceu 23 recordes na universidade em sua carreira.

## Carreira profissional

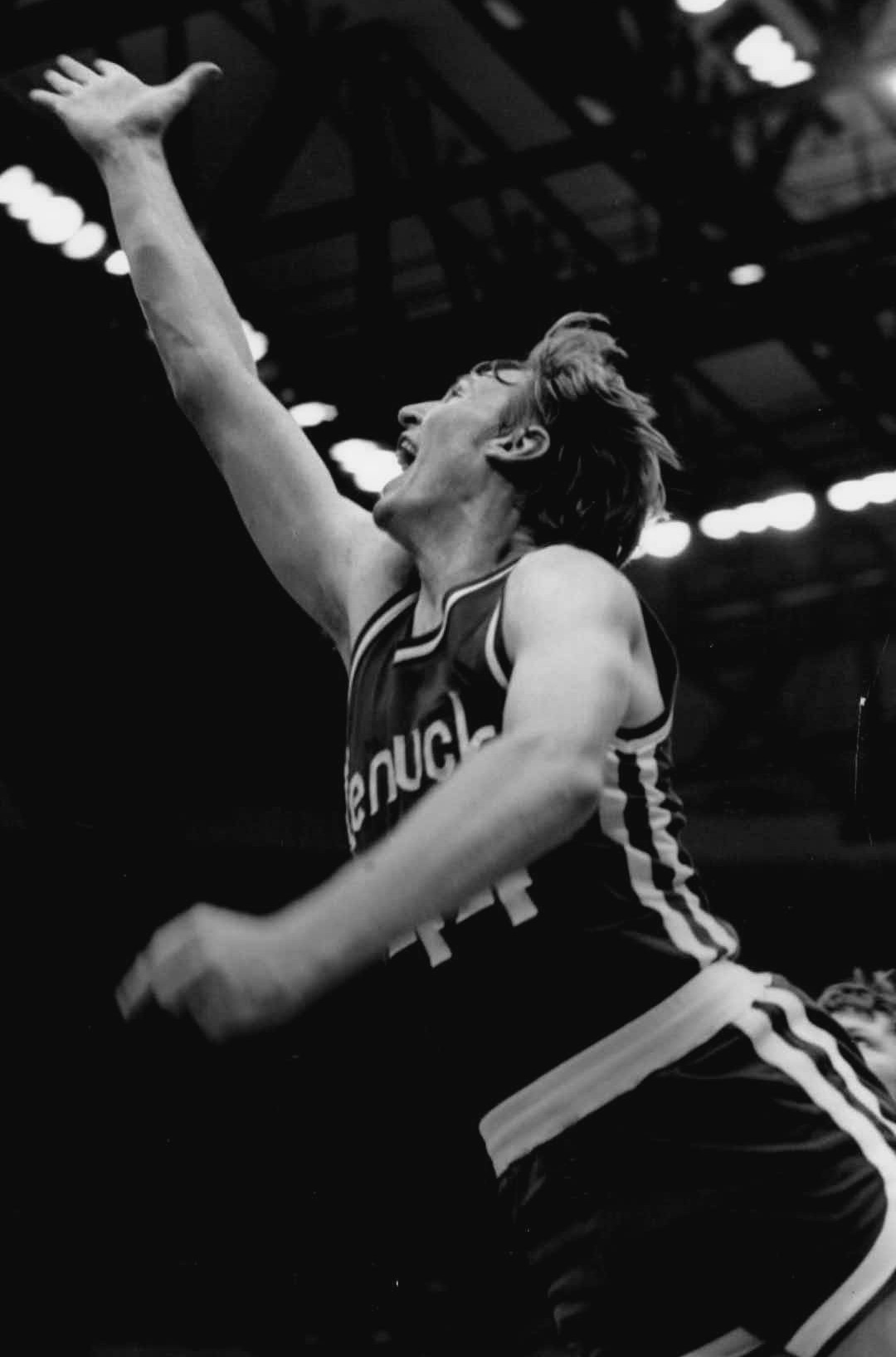
Em sua temporada de estreia, Dan Issel liderou a ABA na pontuação com média de 29,9 pontos, e também obteve uma média de 13,2 rebotes.

### Kentucky Colonels (1970-1975)
Após a formatura de Issel em 1970, ele foi selecionado no draft pelo Detroit Pistons na 8ª rodada da National Basketball Association (NBA) e pelo Kentucky Colonels na 1ª rodada da American Basketball Association (ABA). Issel assinou com os Colonels da ABA.
Em sua primeira temporada, Issel liderou a ABA na pontuação com uma média de 29,9 pontos e também teve média de 13,2 rebotes. Ele jogou no All-Star Game da ABA de 1971 e foi selecionado para a Segunda-Equipe da ABA. Issel dividiu o prêmio de Novato do Ano da ABA com Charlie Scott do Virginia Squires. O sucesso de Issel não parou por aí, a caminho da aparição dos Colonels nas finais da ABA de 1971, ele teve médias de 28,1 pontos e 11,6 rebotes nos playoff. Apesar dessas médias, os Colonels perderam para o Utah Stars, liderado por Zelmo Beaty, em uma série de sete jogos.
Na temporada seguinte, Issel jogou em 83 dos 84 jogos e aumentou sua média de pontuação para 30,6 pontos. Ele foi nomeado o MVP de seu segundo All-Star Game após registrar 21 pontos e nove rebotes. Issel foi selecionado para a Primeira-Equipe da ABA daquela temporada.
Ajudado pelo dominante pivô de 2,18 m, Artis Gilmore, Issel e o Kentucky Colonels venceram o título da ABA de 1975. No Jogo 4 da final, Issel liderou todos os jogadores com 26 pontos. Em seis temporadas, Issel liderou a liga em pontos três vezes (incluindo um recorde de 2.538 em 1971-72) e foi selecionado para o All-Star Game em todos os anos.

### Denver Nuggets (1975-1985)
Antes da temporada de 1975-76, os Colonels trocaram Issel para o Baltimore Claws em troca de Tom Owens. Os Claws desistiram antes do início da temporada e Issel foi posteriormente negociado com o Denver Nuggets em troca de Dave Robisch. Durante sua primeira temporada nos Nuggets, Issel e sua nova equipe terminaram com um recorde de 60-24 e avançaram para as finais da ABA, onde teve médias de 22,8 pontos e 12,8 rebotes durante uma derrota em seis jogos.
Em sua carreira na ABA, Issel foi 6 vezes selecionado para o All-Star Game, é o 2º maior artilheiro de todos os tempos, foi o MVP do All-Star Game de 1972 e foi o Co-Novato do Ano de 1971.
Issel permaneceu com os Nuggets após a fusão ABA-NBA em junho de 1976 e representou Denver no All-Star Game da NBA de 1977. Ele permaneceu produtivo, chegando a 20 pontos por jogo em cinco de seus oito anos restantes. Issel, junto com David Thompson, Bobby Jones, Kiki Vandeweghe e Alex English, desempenhou um papel fundamental em ajudar os Nuggets a ir para a pós-temporada em todos os seus anos com a equipe. Em 31 de janeiro de 1980, Issel marcou 47 pontos em uma vitória por 127-126 sobre o New Jersey Nets. Em 21 de janeiro de 1981, ele registrou 32 pontos e 21 rebotes durante uma vitória por 129-115 sobre o San Antonio Spurs. Durante os playoffs de 1984, Issel teve sua média de pontuação mais alta na pós-temporada com 27,4 pontos durante uma derrota por 3-2 na série contra o Utah Jazz.
Ele se aposentou após a temporada de 1984-85, depois que os Nuggets foram eliminados nas finais da Conferência Oeste pelo Los Angeles Lakers. Durante sua última temporada, ele recebeu o Prêmio de Cidadania J. Walter Kennedy da NBA por seu excelente serviço à comunidade.
Em nove temporadas e 718 jogos na NBA com o Denver, Issel teve médias de 20,4 pontos e 7,9 rebotes. Vestindo o número 44, Issel é o segundo maior artilheiro de todos os tempos dos Nuggets. Ele acumulou mais de 27.000 pontos em sua carreira combinada na ABA e na NBA e atualmente ocupa o 11º lugar na lista de mais pontos da ABA/NBA. Ele perdeu apenas 24 jogos em 15 temporadas, ganhando o apelido de "Cavalo". Ele fez parte do Basketball Hall of Fame em 1993.

## Carreira de treinador
Depois que sua carreira de jogador terminou, Issel se aposentou em sua fazenda de cavalos em Woodford County, Kentucky. Ele passou um ano sendo comentarista dos jogos de basquete da Universidade de Kentucky e depois se tornou um comentarista dos Nuggets de 1988 a 1992.
Mesmo sem experiência como treinador, Bernie Bickerstaff o recrutou como treinador dos Nuggets em 1992. Em 1994, Issel levou sua equipe aos playoffs com seu primeiro recorde de vitórias em quatro anos. Ele se demitiu do cargo após 34 jogos na temporada de 1994-95 depois de enfrentar críticas por seu estilo de treinador, dizendo que não gostava da pessoa que se tornou.
Issel voltou aos Nuggets em 1998 como presidente e gerente geral. Ele se nomeou treinador principal novamente em dezembro de 1999, cedendo o título de gerente geral para Kiki Vandeweghe. Seu segundo mandato foi muito menos bem sucedido do que o primeiro; os Nuggets não tiveram uma temporada vencedora durante este tempo. Ele foi prejudicado em parte por um esforço prolongado para encontrar um novo dono; dois acordos para vender a equipe desmoronaram no último minuto. Pouco antes do início da temporada de 1999-2000, ele disse a repórteres que havia várias decisões que ele simplesmente não podia tomar devido à situação instável. Em 2000, Issel enfrentou um motim da equipe depois de criticá-los após uma viagem sem vitórias de quatro jogos no leste. Os capitães da equipe convocaram um boicote ao próximo treino, despertando atenção dos meios de comunicação. A equipe viu algumas melhorias no final da temporada, mas não foi aos playoffs com um recorde de 40-42.
O mandato de Issel nos Nuggets terminou em dezembro de 2001. Em 11 de dezembro, após uma derrota para o Charlotte Hornets, ele ouviu um torcedor provocando-o enquanto ele saía da quadra no Pepsi Center. Issel provocou de volta: "Vá beber outra cerveja, seu pedaço de merda mexicano." O incidente foi capturado na afiliada da NBC de Denver, KUSA-TV. A Câmara de Comércio Hispânica respondeu afirmando que seus membros boicotariam a equipe a menos que Issel fosse demitido. Issel foi suspenso sem remuneração por quatro jogos pela equipe. Ele se desculpou publicamente no dia seguinte e na sexta-feira se reuniu com representantes da câmara hispânica, que aceitaram seu pedido de desculpas. No entanto, vários membros da comunidade hispânica de Denver acharam que a suspensão era uma punição insuficiente e pediram que ele fosse demitido. Horas antes de seu retorno, Issel tirou uma licença para decidir se queria voltar. Ele aceitou a rescisão de seu contrato e renunciou em 26 de dezembro.

## Vida pessoal
A esposa de Issel, Cheri, que ele conheceu na Universidade de Kentucky, é uma artista talentosa. Cheri era uma líder de torcida em Kentucky. Os Issels têm dois filhos, Sheridan e Scott.
Greg Issel, irmão mais novo de Dan, foi uma estrela nas equipes do Batavia em 1968 e 1969. Greg morreu repentinamente de insuficiência cardíaca em 1998 aos 46 anos.
Em 2011, Issel atuou como diretor executivo da Igreja Presbiteriana Bel Air em Los Angeles. A partir de 2014, ele morava em Windsor, Colorado, e trabalhava no negócio de petróleo e gás.
Em 2017, Issel atuou como palestrante no ginásio da Batavia High School para homenagear um amigo da família, colega de classe da Batavia e o apresentador esportivo Craig Sager, após a morte dele. Sager e Issel eram companheiros da equipe de basquete na Batavia High School quando Sager era calouro e Issel um veterano.
Em fevereiro de 2018, Issel tornou-se presidente do Louisville Basketball Investment and Support Group, uma empresa com sede em Kentucky fundada em 2016 para buscar uma franquia da NBA.

## Estatísticas na NBA

### Temporada regular
| Ano      | Equipe        | PJ    | PT  | MPJ  | AP   | 3P   | LL   | RT   | AS  | BR  | TO | PPJ  |
| -------- | ------------- | ----- | --- | ---- | ---- | ---- | ---- | ---- | --- | --- | -- | ---- |
| 1970–71  | Kentucky(ABA) | 83    | –   | 39.4 | .485 | .000 | .807 | 13.2 | 2.0 | –   | –  | 29.9 |
| 1971–72  | Kentucky(ABA) | 83    | –   | 43.0 | .486 | .273 | .785 | 11.2 | 2.3 | –   | –  | 30.6 |
| 1972–73  | Kentucky(ABA) | 84    | –   | 42.0 | .513 | .200 | .764 | 11.0 | 2.6 | –   | –  | 27.3 |
| 1973–74  | Kentucky(ABA) | 83    | –   | 40.3 | .480 | .176 | .787 | 10.2 | 1.7 | .8  | .4 | 25.5 |
| 1974–75† | Kentucky(ABA) | 83    | –   | 34.5 | .471 | .000 | .738 | 8.6  | 2.3 | .9  | .6 | 17.7 |
| 1975–76  | Denver(ABA)   | 84    | –   | 34.0 | .511 | .250 | .816 | 11.0 | 2.4 | 1.2 | .7 | 23.0 |
| 1976–77  | Denver        | 79    | –   | 31.7 | .515 | –    | .797 | 8.8  | 2.2 | 1.2 | .4 | 22.3 |
| 1977–78  | Denver        | 82    | –   | 34.8 | .512 | –    | .782 | 10.1 | 3.7 | 1.2 | .5 | 21.3 |
| 1978–79  | Denver        | 81    | –   | 33.9 | .517 | –    | .754 | 9.1  | 3.1 | .8  | .6 | 17.0 |
| 1979–80  | Denver        | 82    | –   | 35.8 | .505 | .333 | .775 | 8.8  | 2.4 | 1.1 | .7 | 23.8 |
| 1980–81  | Denver        | 80    | –   | 33.0 | .503 | .167 | .759 | 8.5  | 2.0 | 1.0 | .7 | 21.9 |
| 1981–82  | Denver        | 81    | 81  | 30.5 | .527 | .667 | .834 | 7.5  | 2.2 | .8  | .7 | 22.9 |
| 1982–83  | Denver        | 80    | 80  | 30.4 | .510 | .211 | .835 | 7.5  | 2.8 | 1.0 | .5 | 21.6 |
| 1983–84  | Denver        | 76    | 66  | 27.3 | .493 | .211 | .850 | 6.8  | 2.3 | .8  | .6 | 19.8 |
| 1984–85  | Denver        | 77    | 9   | 21.9 | .459 | .143 | .806 | 4.3  | 1.8 | .8  | .4 | 12.8 |
| Carreira | Carreira      | 1.218 | 236 | 34.1 | .499 | .219 | .792 | 9.1  | 2.3 | .9  | .5 | 22.4 |
| All-Star | All-Star      | 7     | 1   | 24.7 | .512 | -    | .731 | 6.9  | 2.3 | .1  | .1 | 14.7 |

#### Playoffs
| Ano      | Equipe   | PJ  | PT | MPJ  | AP   | 3P    | LL     | RT   | AS  | BR  | TO  | PPJ  |
| -------- | -------- | --- | -- | ---- | ---- | ----- | ------ | ---- | --- | --- | --- | ---- |
| 1971     | Kentucky | 19  | –  | 35.3 | .505 | –     | .878   | 11.6 | 1.5 | –   | –   | 28.1 |
| 1972     | Kentucky | 6   | –  | 44.8 | .412 | .000  | .760   | 9.0  | .8  | –   | –   | 22.0 |
| 1973     | Kentucky | 19  | –  | 43.4 | .497 | .167  | .795   | 11.8 | 1.5 | –   | –   | 27.4 |
| 1974     | Kentucky | 8   | –  | 38.9 | .444 | –     | .848   | 10.9 | 1.8 | .5  | .8  | 18.5 |
| 1975†    | Kentucky | 15  | –  | 38.5 | .467 | –     | .811   | 7.9  | 1.9 | 1.1 | .8  | 20.3 |
| 1976     | Denver   | 13  | –  | 36.2 | .489 | .000  | .786   | 12.0 | 2.5 | 1.0 | .6  | 20.5 |
| 1977     | Denver   | 6   | –  | 37.0 | .510 | –     | .756   | 9.7  | 2.8 | .8  | .7  | 22.0 |
| 1978     | Denver   | 13  | –  | 35.4 | .486 | –     | .862   | 10.3 | 4.1 | .5  | .2  | 20.2 |
| 1979     | Denver   | 3   | –  | 36.3 | .533 | –     | .806   | 9.3  | 3.3 | .0  | .0  | 24.3 |
| 1982     | Denver   | 3   | –  | 34.3 | .533 | –     | 1.000* | 7.0  | 1.7 | 1.0 | .3  | 25.3 |
| 1983     | Denver   | 8   | –  | 28.4 | .507 | .000  | .862   | 7.3  | 3.1 | 1.1 | .6  | 20.4 |
| 1984     | Denver   | 5   | –  | 30.6 | .510 | .500  | .821   | 8.0  | 1.6 | 1.2 | 1.2 | 27.4 |
| 1985     | Denver   | 15  | 4  | 21.7 | .459 | 1.000 | .813   | 3.6  | 1.8 | .8  | .3  | 12.4 |
| Carreira | Carreira | 133 | 4  | 35.4 | .488 | .277  | .830   | 9.1  | 2.1 | .8  | .5  | 22.2 |

### Como treinador
| Team     | Year      | Temporada regular | Temporada regular | Temporada regular | Temporada regular | Temporada regular | Playoffs | Playoffs | Playoffs | Playoffs |                                      |
| Team     | Year      | G                 | W                 | L                 | W–L%              | Finish            | PG       | PW       | PL       | PW–L%    | Result                               |
| -------- | --------- | ----------------- | ----------------- | ----------------- | ----------------- | ----------------- | -------- | -------- | -------- | -------- | ------------------------------------ |
| Denver   | 1992–93   | 82                | 36                | 46                | .439              | 4º na Midwest     | —        | —        | —        | —        | Não foi para os playoffs             |
| Denver   | 1993–94   | 82                | 42                | 40                | .512              | 4º na Midwest     | 12       | 6        | 6        | .500     | Perdeu nas Semifinais de Conferência |
| Denver   | 1994–95   | 34                | 18                | 16                | .529              | (Despedido)       | —        | —        | —        | —        | —                                    |
| Denver   | 1999–2000 | 82                | 35                | 47                | .427              | 5º na Midwest     | —        | —        | —        | —        | Não foi para os playoffs             |
| Denver   | 2000–01   | 82                | 40                | 42                | .488              | 6º na Midwest     | —        | —        | —        | —        | Não foi para os playoffs             |
| Denver   | 2001–02   | 26                | 9                 | 17                | .346              | (Despedido)       | —        | —        | —        | —        | —                                    |
| Carreira | Carreira  | 388               | 180               | 208               | .456              |                   | 12       | 6        | 6        | .500     |                                      |